# Banchetto rinascimentale

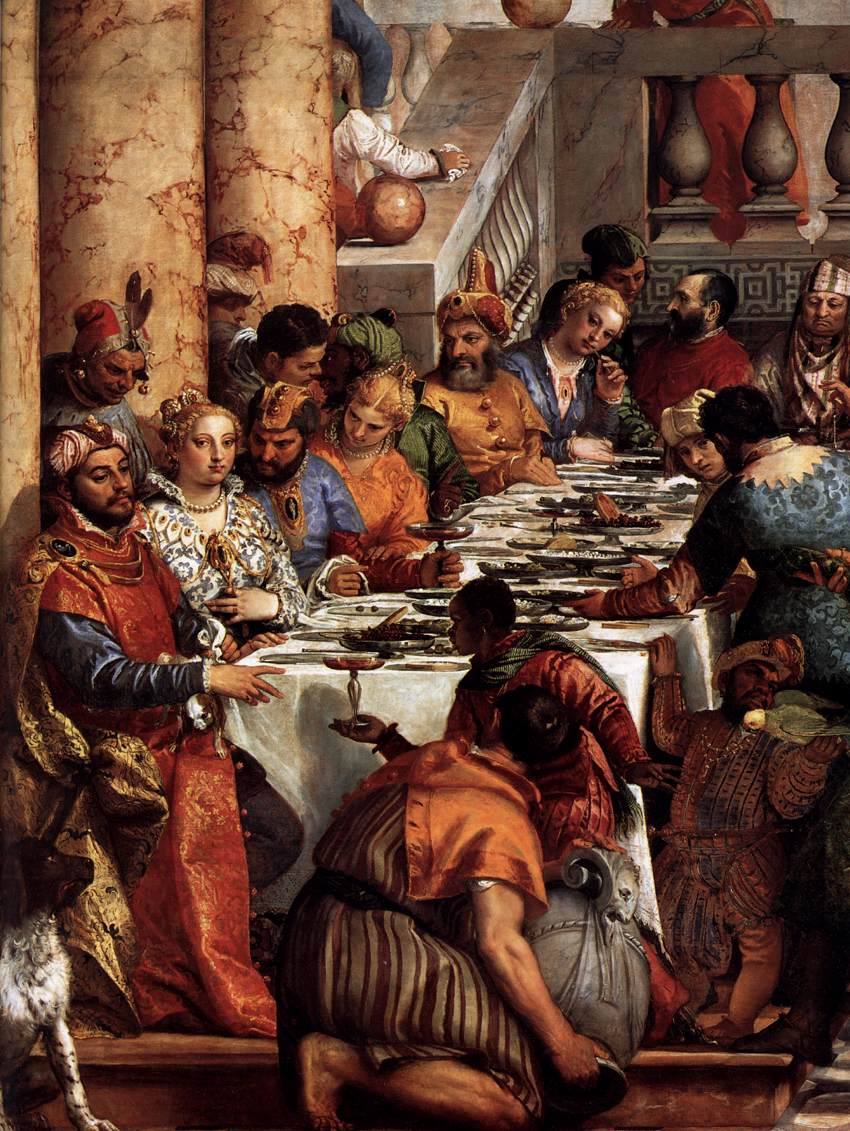
Paolo Veronese, Nozze di Cana (dettaglio), 1563.

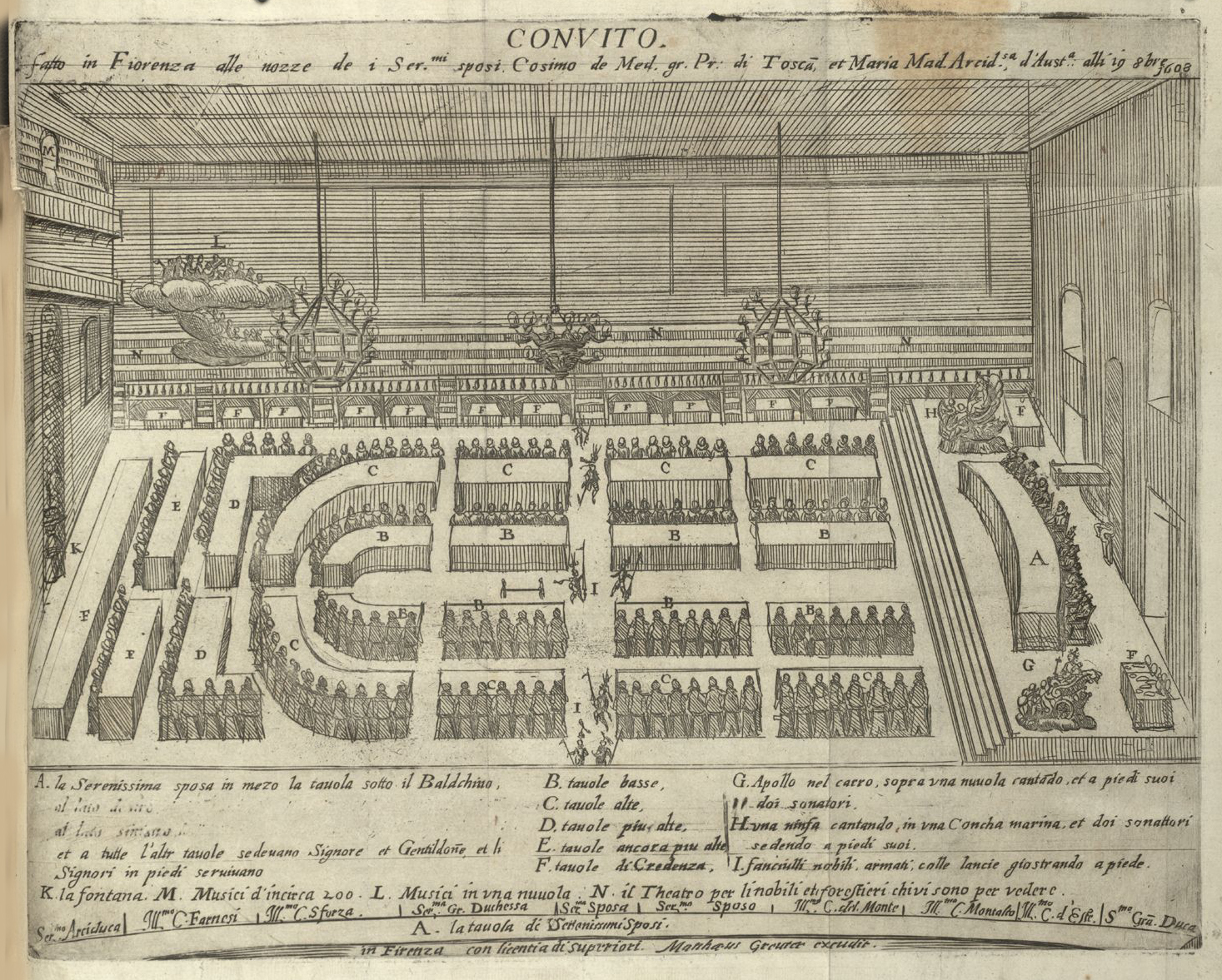
Disposizione del convito per le nozze di Cosimo II de' Medici e Maria Maddalena d'Austria nel 1608.

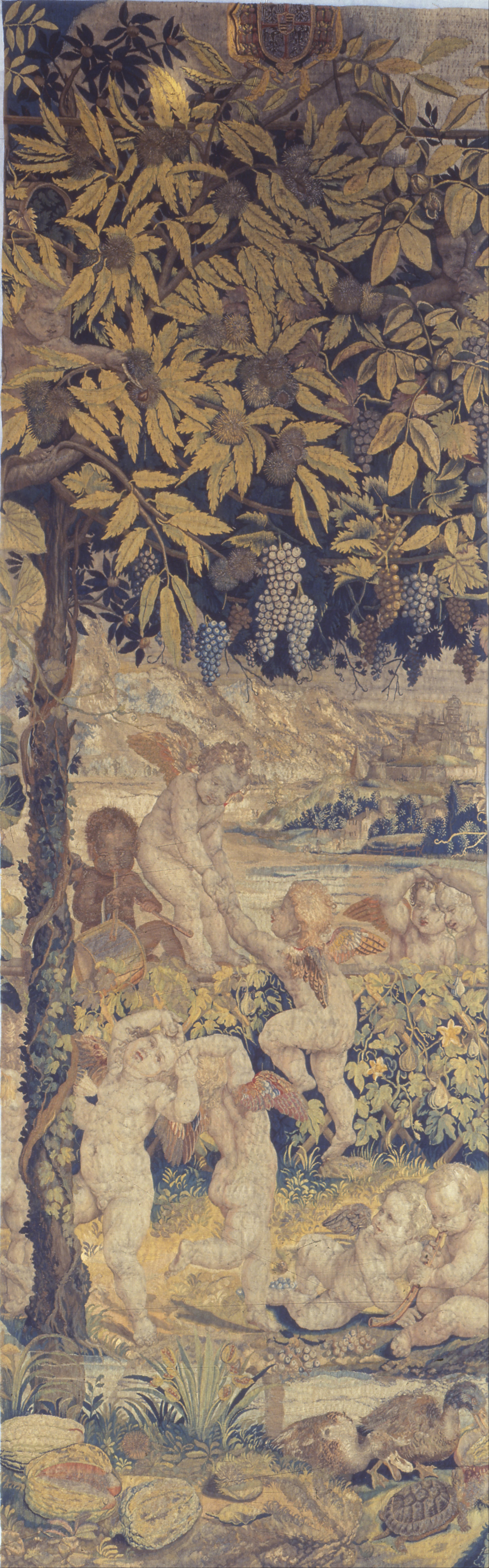
Nicola Karcher (?), Giochi di putti, arazzo su cartone di Giulio Romano, Museo Poldi Pezzoli.

Il banchetto rinascimentale è una forma d'arte che unisce il gusto dello spettacolo alla musica e alla tavola.
(Cristoforo di Messisbugo, Banchetti, Compositori di vivande et apparechio generale, Ferrara, 1549)
È una rappresentazione del potere che si esprime per mezzo dell'ostentazione dei simboli della tavola attraverso i quali è esaltata la grandezza del principe.

## Origine
Questa forma d'arte, dove la magnificenza è la parola chiave, prende corpo probabilmente a Napoli e poi si diffonde alle corti del nord Italia con il matrimonio di Ercole I d'Este ed Eleonora d'Aragona. Raggiunge poi i massimi vertici di raffinatezza nel periodo compreso tra il regno di Ercole II e quello dell'ultimo duca di Ferrara Alfonso II: a quest'epoca Ferrara era definita «la prima città veramente moderna in Europa».

## Caratteristiche
Oltre agli spettacolari allestimenti e alle composizioni culinarie artistiche, il banchetto rinascimentale è caratterizzato dall'Arte del bel servire orchestrato dall'«Ufficio di bocca» composto dallo scalco, dal trinciante e dal coppiere, ciascuno tenuto a una gestualità molto ritualizzata. Oggetto di veri e propri trattati tecnici fu la figura del trinciante che tagliava abilmente in aria la carne e assaggiava i cibi. Il coppiere, incaricato del servizio dei vini, aveva anche la competenza di fare credenza, cioè di garantire che la bevanda non fosse avvelenata. Da tale espressione deriva anche il nome credenza dato all'esposizione delle suppellettili pronte a essere usate nel banchetto. Fra tutti questi mestieri associati alla tavola era importante anche la figura del dapìfero (portatore di vivande).
Il banchetto è spesso preceduto da una giostra, un palio, una corsa all'anello, un gioco dell'oca o del porco, mascherate e moresche (quando la festa è concomitante del carnevale) o un corteo fastoso con carri e archi trionfali attraverso la città.
Le sale del palazzo sono abbellite in modo da offrire ai convitati un mondo incantato: poco prima del loro arrivo, vengono disposti nella sala gli arazzi, i tappeti, i corami (cuoio lavorato), insieme agli allestimenti effimeri che costituiscono la decorazione mobile del banchetto, custoditi nel guardaroba del principe. Questa fastosa cornice scenografica rappresenta soggetti agresti e ludici, prospettive di giardini e paesaggi alle quali sono aggiunte bordure caratterizzate da motivi naturalistici (vegetali, floreali oppure putti).
L'inizio del banchetto vero e proprio era annunciato al suono di trombe e tamburini che si ripeteva a ogni nuova portata. Era usanza invitare al banchetto un pubblico di spettatori costituito da borghesi, artigiani e religiosi. Il pranzo, di solito, era accompagnato da musica e rappresentazioni teatrali. Il numero di portate poteva essere impressionante, con centinaia di piatti.

## Allestimento
Il primo testo che descrive lungamente l'allestimento della tavola si trova nel manuale Il libro de cozina, scritto da Robert de Nola, all'inizio del XVI secolo. Oltre le fonti iconografiche, anche gli scalchi Cristoforo da Messisbugo, Giaccomo Grana, Vincenzo Cervio e Giovan Battista Rossetti forniscono cronache precise.
L'arredo per la tavola e per le credenze era spesso disegnato e realizzato da grandi artisti come Leonardo da Vinci, Benvenuto Cellini, Tiziano, Giulio Romano, Andrea del Sarto...

### Tavola
Gli allestimenti furono tutti spettacolari particolarmente per i banchetti nuziali come quello realizzato per il matrimonio di Alfonso II e Barbara d'Austria nel dicembre 1565: nel suo libro, Rossetti ci lasciò, tra le altre, una descrizione dettagliata dei tessuti che ebbero un ruolo primario quando la sala fu trasformata in un fantasioso mondo marino con scogli e grotte foderate di «ormesino turchino e scaglie d'oro», degli scalchi «tutti vestiti di velluto verde, e quelli che servivano i primi piatti, che furono tre, tutti riccamati a scaglie d'oro, gli altri con minor spesa», delle tavole con tre tovaglie e un «sopra mantile, che non cadea dalle bande, che si levò quando si levò il freddo senza scommodo di nessuno, era questa sopra mantile tutto lavorato di finissime cimadure di panno a onde di mare, con vari mostri sopra». I tovaglioli erano piegati «in foggia di vari pesci con scaglie sottili d'argento in vari colori marini, le quali salviette levandosi, restava la salvietta di sotta pulita, e candidissima».
Il giorno di carnevale fu anche l'occasione di organizzare banchetti. Secondo il Compendio, il 14 febbraio 1548, la tavola ducale era illuminata da lucerne d'argento sospese al solaio per non imperdire la vista. Oltre le mantile, la tavola era apparecchiata da quattro saliere d'argento, e per ogni persona un tovagliolo e coltello, un pane intorto e una crescentina, zucchero e tuorli d'uova.

#### Argenteria
Di largo uso è l'argenteria, che partecipa alla grandiosità del servizio. Arredo indispensabile della sala da pranzo, i pezzi più belli venivano esposti all'aperto sulle credenze o collocati sulla prima tavola: mentre per gli arredi e posate delle altre tavole, i materiali usati erano più vili (ottone, ferro o peltro).
Negli inventari dei beni post mortem dei principi, come quello di Gianandrea Doria, sono enumerati centinaia di suppellettili da parata in argento (spesso con forme e motivi decorativi fantasiosi). E sono quasi sempre presenti brocche con bacili, posate, piatti, tazze, bicchiere, fruttiere, confettiere, saliere di ogni foggia, vasi, fiaschi, panettiere, zuccheriere, portauova, scaldavivande, profumiere, candelieri... Nell'inventorio dei beni del cardinale Ercole Gonzaga, ogni oggetto è elencato con suo peso in argento (in marca, oncia e denaro).

#### Ceramica
Il massimo splendore delle credenze è ottenuto presso botteghe di maestri maiolicari ubicati a Faenza e Urbino dove sono commissionate le seconde e terze credenze nuziali di Alfonso II. Famoso è anche il servizio da credenza in maiolica istoriata creato da Niccolò Pellipario (detto Nicola da Urbino) per Isabella d'Este.

#### Vetro
Coi suoi prodotti innovativi e di impareggiabile finezza, la vetreria veneziana (Isabella d'Este fu una grande cliente delle fornaci muranesi) rimarrà, durante tutto il Rinascimento, l'arredo domestico di riferimento dei palazzi signorili: tra il vasellame in vetro presente nelle mense sono le inghistere, le fiasche da pellegrino, i calici, le coppe, acquerecce e piatti in vetro colorato o di puro cristallo con decorazione a smalto. Nel Cinquecento le forniture di vetri in voga sono anche con decorazione a filigrana (tipi “a retortoli”, “a reticello” o “lattimo”), mentre nella seconda metà del XVI secolo, dalle dimore rinascimentali è pregiato il vetro “a ghiaccio” semiopaco.

### Cucina
Nella gastronomia rinascimentale, il più significativo degli status symbol della tavola era lo zucchero (anche chiamato "polvere di Cipro") che poteva rivestire e abbellire ogni sorta di cibo, in particolare i dolci, che venivano presentati in tavola sotto forma di incredibili opere di oreficeria. E, nella scelta dello zucchero, Castore Durante consigliava che il migliore doveva essere «bianchissimo, grave, sodo e durissimo da spezzare».
Durante tutto il banchetto dominava il sapore agrodolce e speziato, ottenuto attraverso condimenti come l'agresto. Erano serviti tutti i tipi di selvaggina da piuma o da pelo, soprattutto trampolieri e gallinacei: molto ricercato era il cormorano fin dall'inizio del XVI secolo, poi, fra il 1555 e il 1650, il cigno, la cicogna, l'airone, la gru e il pavone. Il fiume o la peschiere fornivano il pesce fresco: pregiatissimi lo storione e l'alosa.

### Vini
Per i vini serviti a tavola, Messisbugo raccomandava di fare provvigioni di Malvasia, di Racese (vino della Liguria), di Magnaguerra (prodotto in Campania), di Vernaccia, di Trebbiano, di Siruolo (vino delle Marche), di Greco toscano, di Greco di Somma Vesuviana, di Graspia, di Corso (vino di Corsica), di Sanseverino di Campania, di Latino romanesco. Paolo III, grande enofilo, consigliato da suo bottigliere Sante Lancerio, apprezzava numerosi vini, in particolare il vino di Monterano. Invece Ippolito d'Este preferiva offrire ai suoi ospiti vini francesi.

## Musica
Il pranzo viene accompagnato da musicisti che suonano e cantano, in particolare per rompere la cadenza ripetitiva della lunghissima successione di portate. Nei suoi Dialoghi Massimo Troiano ci informa in maniera accurata sui differenti strumenti e pezzi suonati in occasione dei festeggiamenti per nozze fra Guglielmo V di Baviera e Renata di Lorena: «per la prima vivanda, i musici suonarono un mottetto a sette di Orlando di Lasso, con cinque cornetti alti, e due tromboni. E poscia a suono di trombe, e tabalini, uscì della cucina da seconda vivanda […] E li musici sonarono più opere a sei, e tra gli altri un dolcissimo madrigale d'Alessandro Striggio, con sei tromboni grossi, ch'al basso va otto voci più basso de gli altri comuni, dopoi a suono di trombe e taballi fu portata la terza vivanda […] E vi furono sonati varii motteti, a sei e uno tra gli altri di Cipriano de Rore con sei viola di braccio; insino che si portà il quarto piatto […] E qui furono fatti varii e bellessimi concerti, a dodeci, opere di Annibale Padovano e di altri autori, compartiti con sei viole da brazzo, cinque tromboni, un cornetto […] La sera poi nella sontuosa cena tra gli altri intertenimenti, Orlando di Lasso fece cantare un'opera a cinque della signora Maddalena Casulana…». Altri compositori di musiche per diverse occasioni festive sono Giovanni Pierluigi da Palestrina, Philippe de Monte, Costanzo Festa, Adrian Willaert, Alfonso della Viola e Girolamo Parabosco.
Le fonti iconografiche presentano anche rilevanti dettagli musicali,  particolare con tema delle Nozze di Cana. Ad esempio a Ferrara, in tre decenni, tra il XVI e XVII secolo, furono realizzati sei dipinti (quattro declinazioni delle Nozze di Cana, un Cena in casa di Simone e un Convito di Assuero) di scene di banchetto dove sono raffigurati musicisti.

## Teatro
Oltre a essere recitate per la Settimana santa e il carnevale, le rappresentazioni teatrali fanno anche parte degli intermezzi dei conviti. Un posto particolare occupano Pietro Aretino, Ludovico Ariosto e Ruzante, tutti intellettuali al servizio delle corti. Per quella estense di Ferrara, Ariosto, oltre all'Orlando furioso, scriverà divertenti commedie di ispirazione plautina, come La Cassaria e La Lena.

## Galleria d'immagini

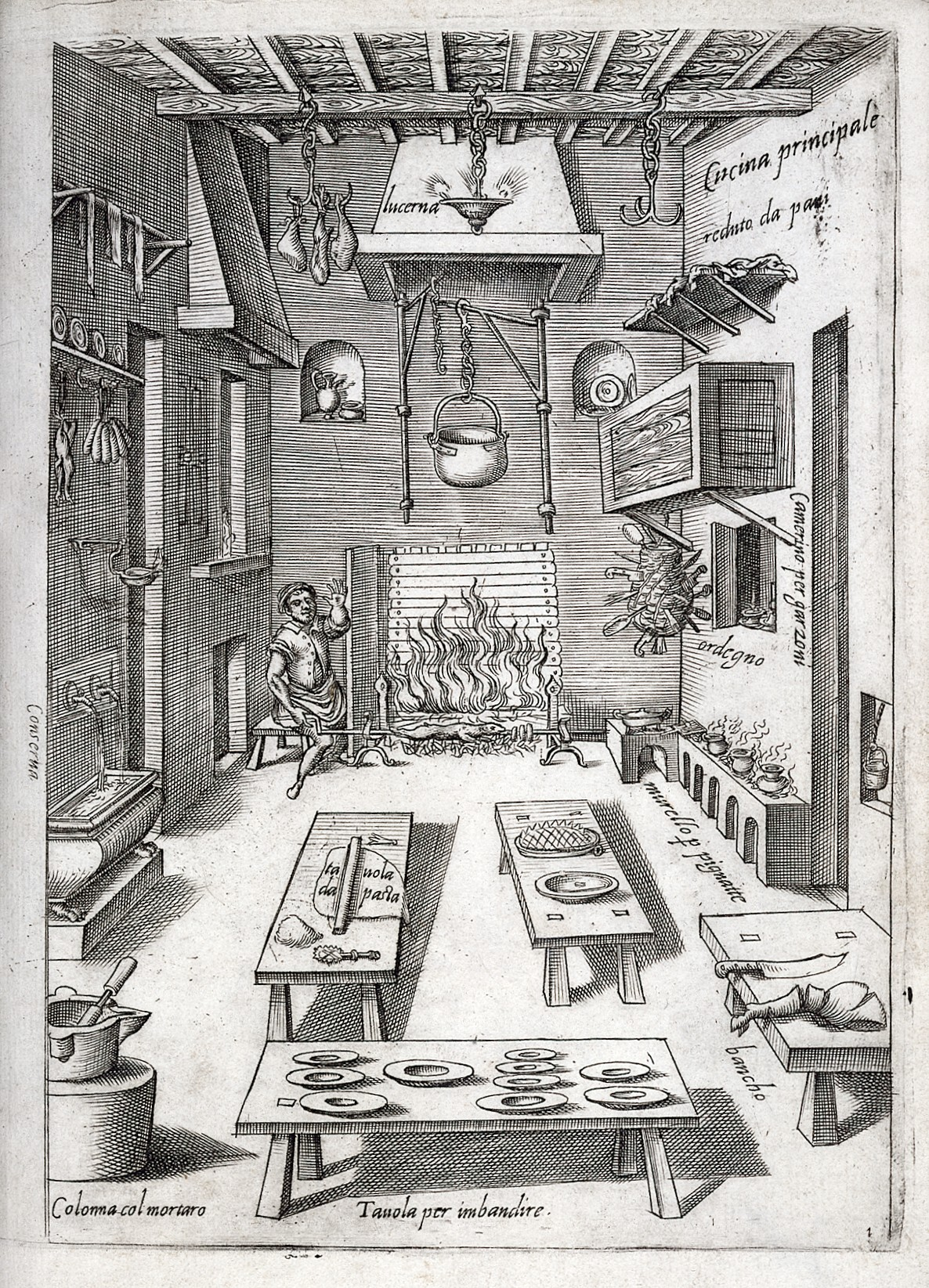
Disegno di una cucina, 1570.
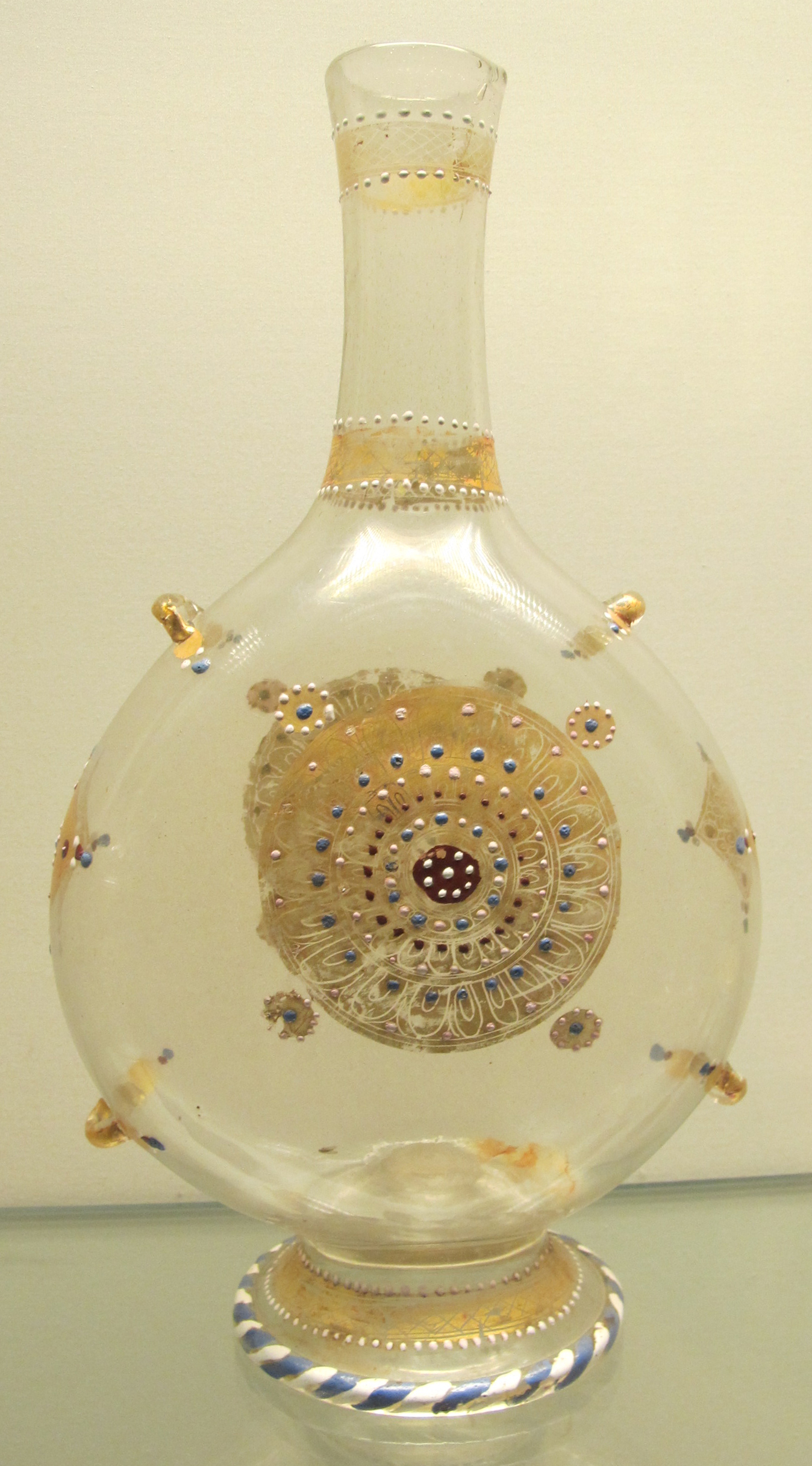
Fiasca da pellegrino, XVI-XVII secolo.
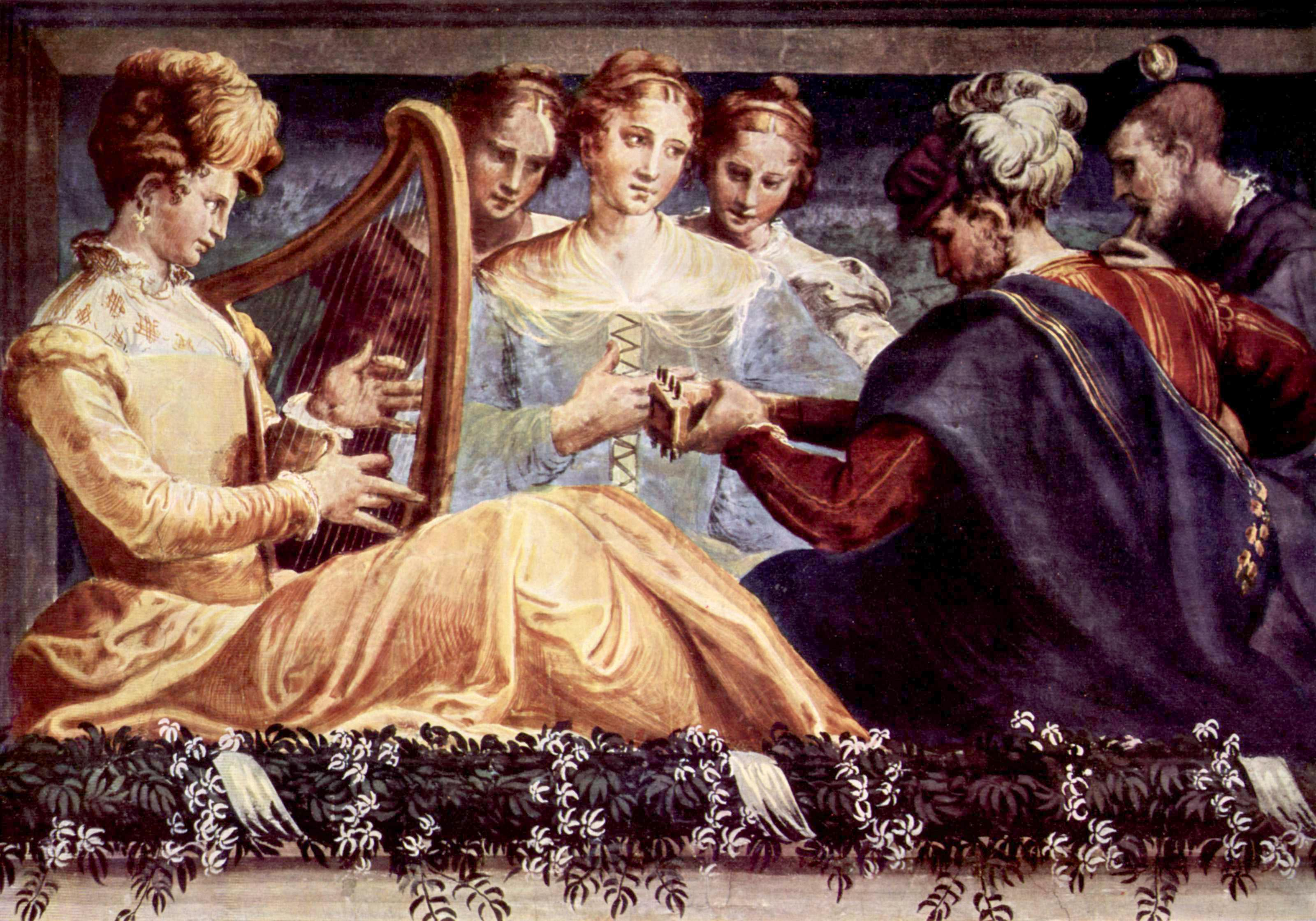
Nicolò dell'Abate, Il concerto, affresco, 1550, Palazzo Poggi.
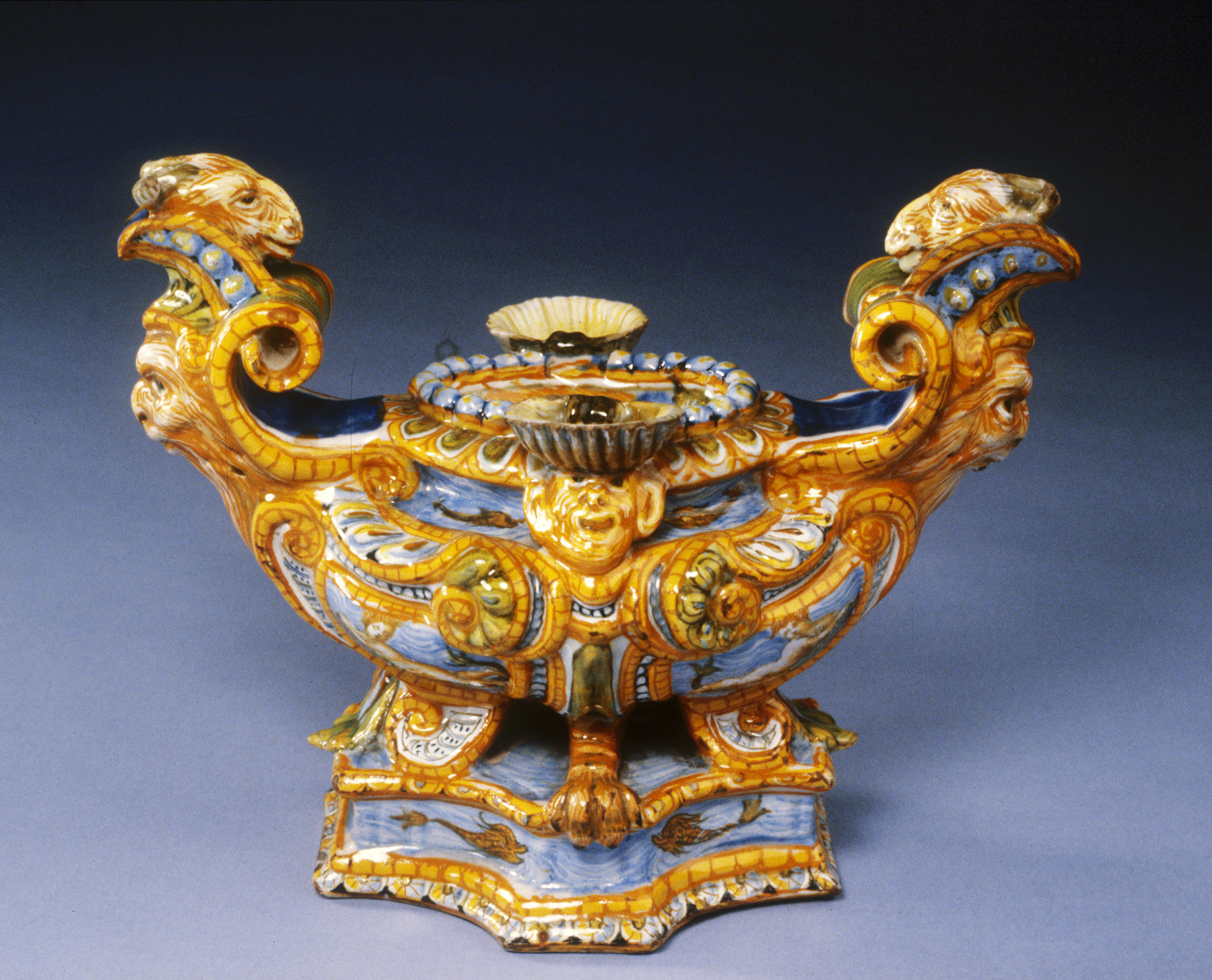
Saliera a grottesche, 1579 c., Bottega dei Patanazzi, Urbino.
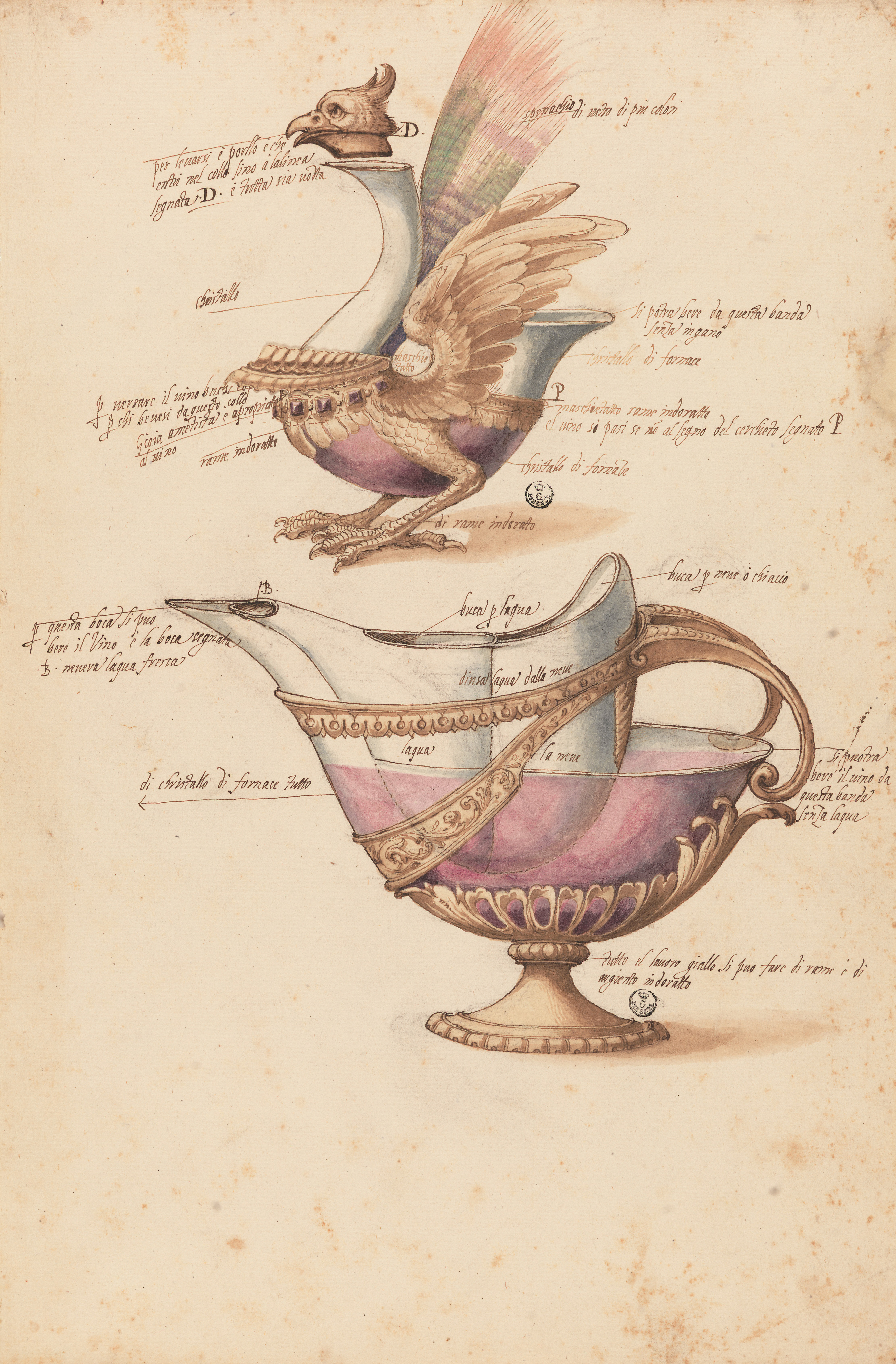
Bicchieri "da capriccio" di Jacopo Ligozzi.
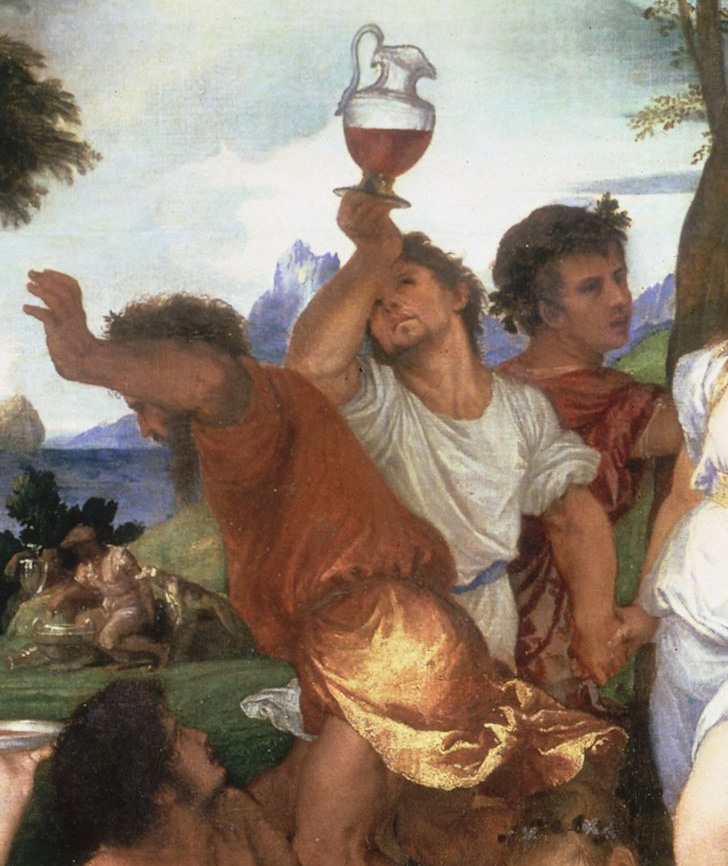
Tiziano, Baccanale degli Andrii (particolare).
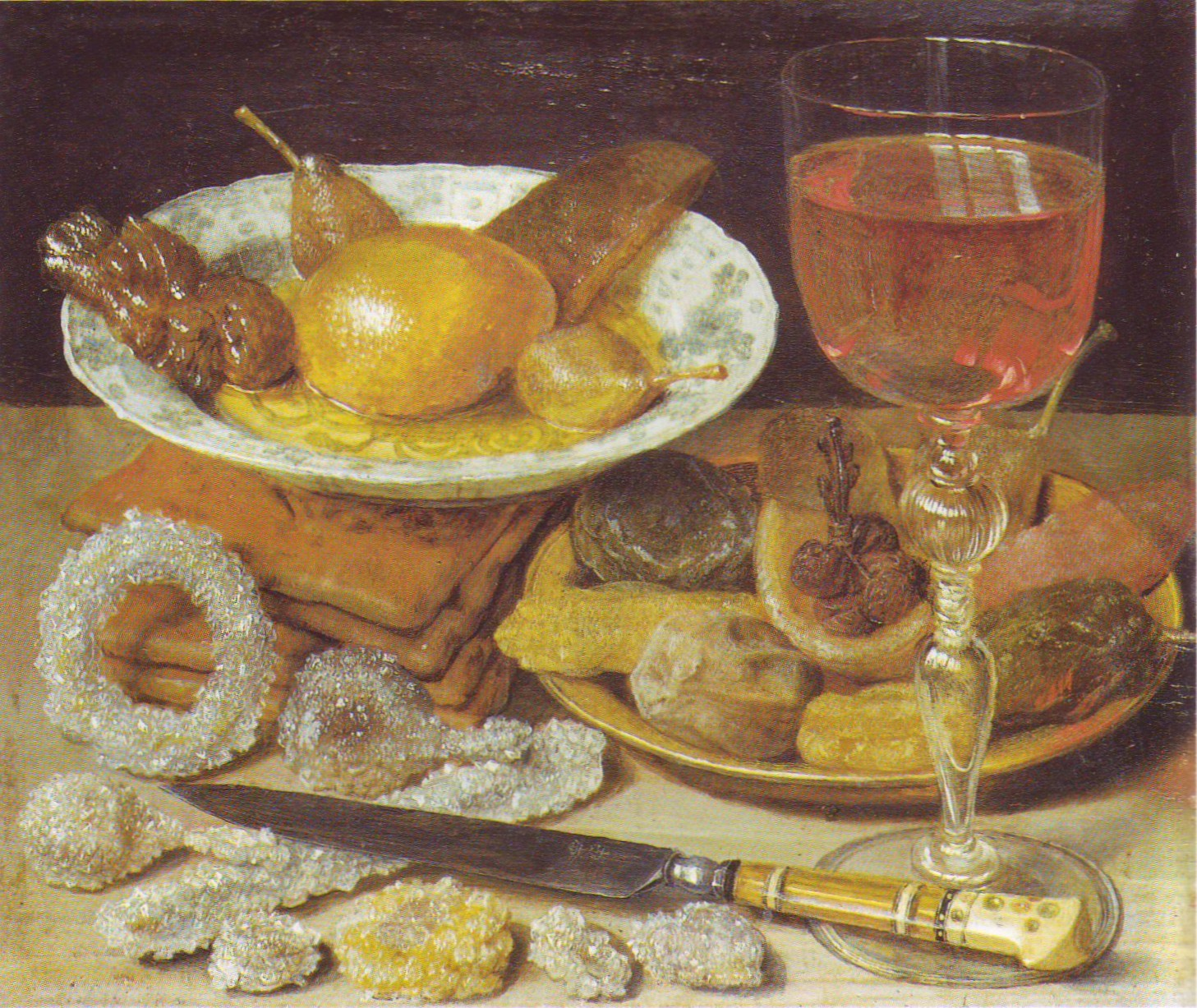
Natura morta con dolciumi di Georg Flegel.
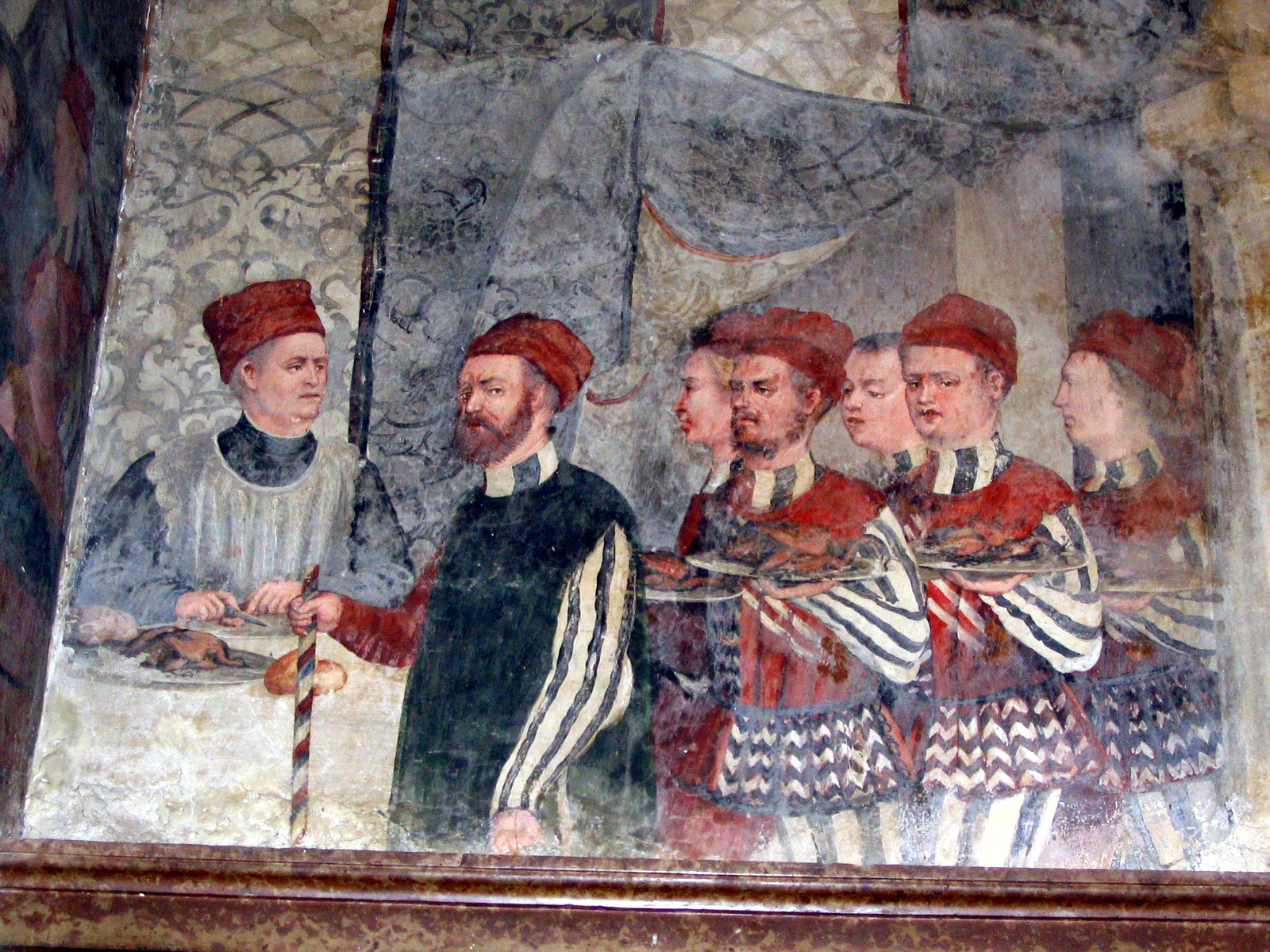
Scena di banchetto (particolare), 1467, Castello di Malpaga.
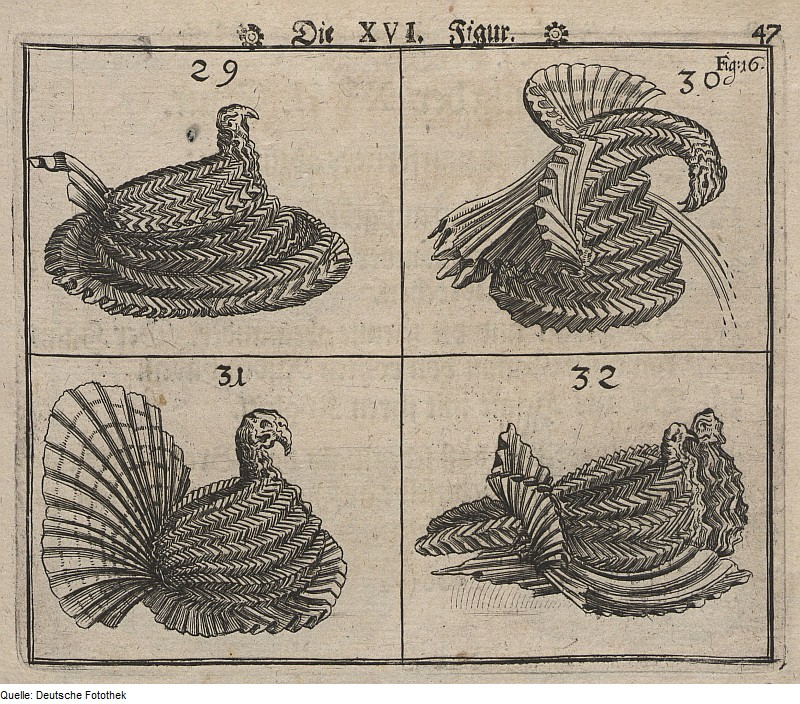
Piegatura dei tovaglioli a diversa foggia, edizione Paul Fürst, 1657.
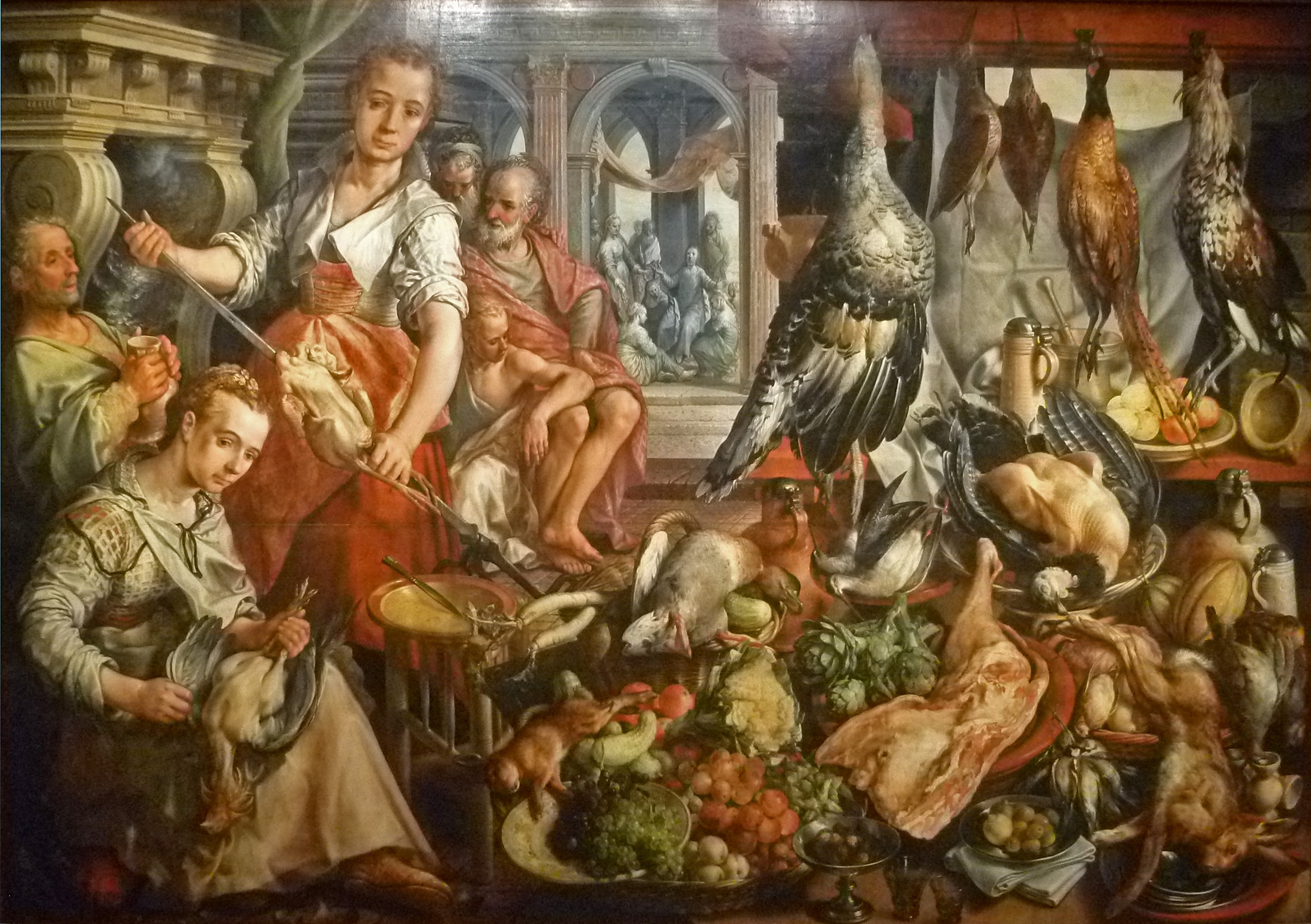
La cucina ben fornita (1566) di Joachim Beuckelaer.